# Il-Ġebla ta’ Sasuna
Il-Gebla ta’ Sasuna ist ein Dolmen bei Xaghra auf der zu Malta gehörenden Insel Gozo.
Die Überreste des unweit des Brochtorff Circle in einem privaten Garten liegenden Dolmens bestehen aus einem etwa 3,9 m langen und etwa 0,8 m dicken, angebrochenen Deckstein aus Korallenkalk, der nur noch an einem Ende auf seinem Tragstein aufliegt.
Auf Maltesisch werden Dolmen als l-imsaqqfa (mit einem Dach versehen) bezeichnet. Sie bestehen aus einem roh behauenen Deckstein, der auf zwei oder drei Seiten von Tragsteinen gestützt wird, die meist auf einer ihrer langen Schmalseiten stehen. Unter der Mitte ist der Felsuntergrund ausgearbeitet, so dass eine bis zu 60 cm tiefe Grube entstand. Die Dolmen dienten als Begräbnisstätte (für Brandgräber). Die Megalithanlagen Maltas stammen aus der frühen bronzezeitlichen „Tarxien-Cemetery-Phase“ (2500–1500 v. Chr.) Die nächsten Parallelen finden sich in Apulien und auf Sizilien, was die einfache Form angeht, auf dem Golan.